# 來看我吧
《來看我吧》（韓語：날보러와요 - 사심방송제작기）為韓國JTBC於2018年推出的綜藝節目，全名為《來看我吧—私心放送製作記》，由平時只演出、參與節目的藝人們親自選定主題並製作企劃，創作充滿私心的個人夢想節目，變身為個人放送人的觀察綜藝。節目分為個人放送組及觀看組，前者成員為盧士燕、曹世鎬、Microdot及Alberto Mondi，後者成員為尹鍾信、金九拉及DinDin。
2018年11月底，Microdot受到其父母巨額詐欺事件影響，退出節目。

## 各集內容
| 集數 | 播放日期      | 嘉賓              | 內容 |
| ---- | ------------- | ----------------- | ---- |
| 1    | 2018年 月 日  | 金世正（gu9udan） |      |
| 2    | 2018年11月 日 | 尹普美（APINK）   |      |

## 外部連結
- 官方網站 （页面存档备份，存于） 
- Naver TV （页面存档备份，存于） 
- Daum上《來看我吧》的資料